# Metapenaeus monoceros
Metapenaeus monoceros är en kräftdjursart som först beskrevs av Fabricius 1798.  Metapenaeus monoceros ingår i släktet Metapenaeus och familjen Penaeidae. Inga underarter finns listade i Catalogue of Life.